# سنوات الحريم (كتاب)
سنوات الحريم ((ردمك 978-0935312706) ) هو سرد مباشر للعالم الخاص للنساء في القاهرة وقت الاستعمار.
كانت هدى شعراوي (المولودة في 1879 والمتوفاة في 1947م) من بين الجيل الأخير من النساء المصريات اللواتي عشن في زمن الحريم. نشأ نشاطها النسوي من مشاركتها في النضال القومي المصري، وأدى ذلك إلى تأسيسها للاتحاد النسوي المصري في عام 1923م.
في عام 1987 نُشرت مذكراتها ، سنوات الحريم ، تحت اسم سنوات الحريم: مذكرات نسوية مصرية 1879-1924 . تسترجع هدى شعراوي في هذا الكتاب طفولتها وحياتها المبكرة في أسرة مصرية من الطبقة العليا، بما في ذلك زواجها في سن الثالثة عشرة. أعطاها انفصالها اللاحق عن زوجها وقتًا للتعليم الرسمي الموسع، فضلاً عن طعم الاستقلال غير المتوقع. نما نشاط شعراوي النسوي، إلى جانب مشاركتها في النضال القومي في مصر ، وبلغ ذروته في عام 1923م عندما خلعت حجابها علانية في محطة سكة حديد في القاهرة، وهو عمل جريء يبعث التحدي.